# Clavering Castle

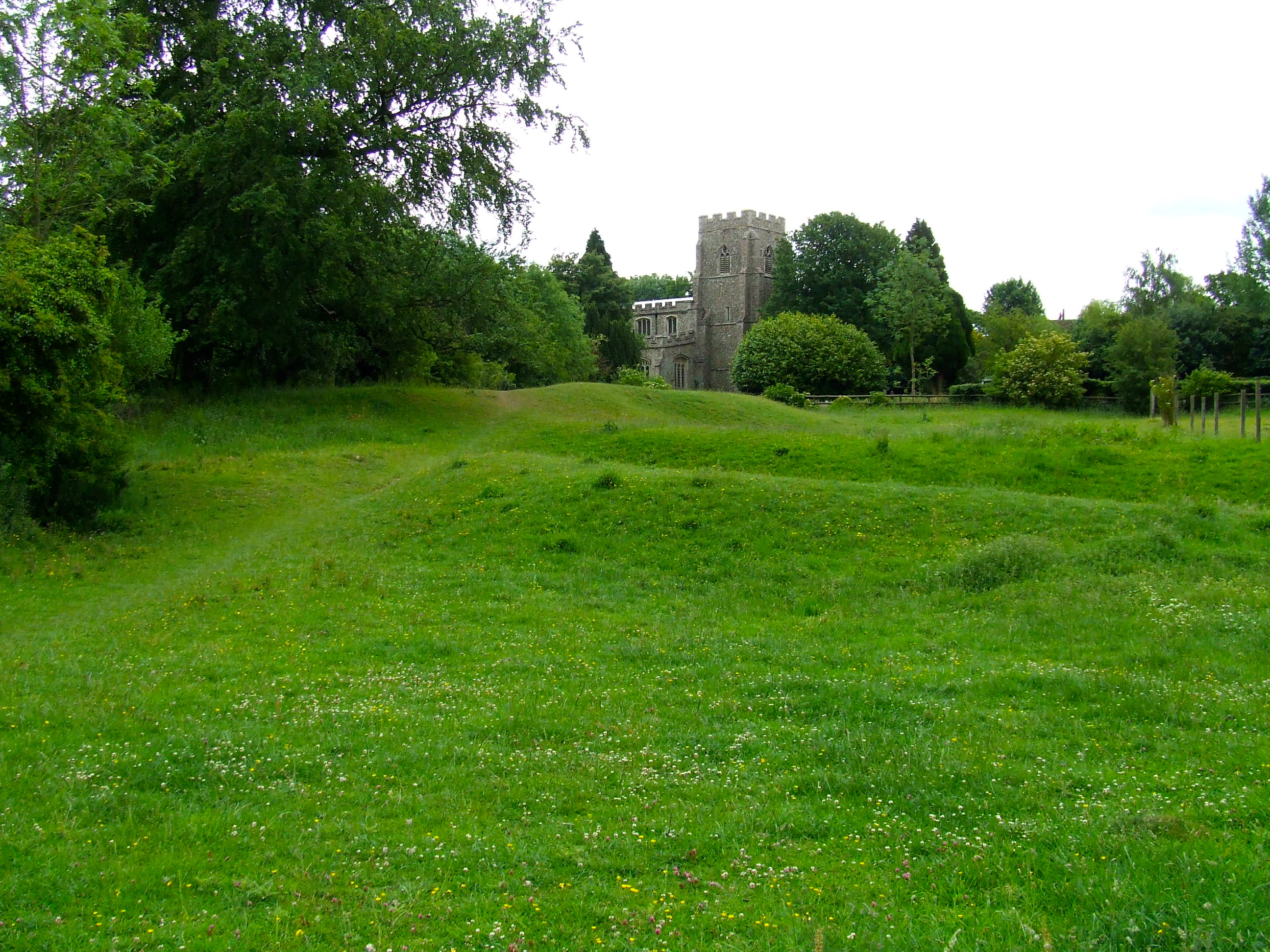
Erdwerke von Clavering castle

Clavering Castle ist eine Burgruine im Dorf Clavering, 10 km südwestlich von Bishop’s Stortford in der englischen Grafschaft Essex. Sie liegt 50 Meter nördlich der Kirche St Mary and St Clement am Südufer des Flusses Stort.

## Geschichte

### Vornormannische Zeit
Ungewöhnlich an dieser Burgruine ist, dass die Ring- und Erdwerke, die heute noch erhalten sind, nachweislich aus der Zeit vor der normannischen Eroberung Englands stammen.
Ringwerke sind mittelalterliche Befestigungen, die von der Zeit der Angelsachsen bis Ende des 12. Jahrhunderts gebaut und genutzt wurden. Ein Ringwerk war ein kleines, befestigtes Stück Land, das Gebäude enthielt, die ganz oder teilweise von einem großen Graben und einem Wall mit Holzpalisaden oder in seltenen Fällen auch einer steinernen Mauer umgeben waren. Gelegentlich war auch eine leichter befestigte, umwallte Einfriedung, die Vorburg, an ein Ringwerk angeschlossen. Ringwerke dienten als Festungen für militärische Operationen und zur Verteidigung aristokratischer oder wichtigerer Siedlungen. Sie sind selten; es gibt nur 200 Stück, wovon nur 60 eine zusätzliche Vorburg haben. Clavering Castle ist eines dieser wenigen Exemplare von angelsächsischen und normannischen Befestigungen; seine Ringwerke sind besonders wichtig für das Verständnis dieses Zeitabschnittes.
Eine Reihe von Erdwällen, Kanälen und Teichbuchten wurden noch nicht datiert, sollen aber mit der früheren Mühle zusammenhängen. Die Erdwerke erstrecken sich 200 Meter westlich der Burg an den Ufern des Flusses Stort entlang.
Der Fluss Stort fließt um die Nordseite des Geländes herum und wurde umgeleitet, um die Gräben zu füllen. Archäologische Ausgrabungen haben aufgedeckt, dass es dort vor dem Einfall der Normannen eine Siedlung gab sowie die spätere normannische Burg.

### Die Herren von Clavering
Der erste bekannte Herr von Clavering, der im Domesday Book erwähnt wird, war Robert FitzWymarc, dessen Bild auf dem Teppich von Bayeux zu sehen ist. Man nimmt an, dass Robert's Castle aus dem Domesday Book Clavering Castle entspricht. FitzWymark war Franzose und einer der engsten Vertrauten von Eduard dem Bekenner. Das Anwesen wurde als eine derjenigen Burgen identifiziert, auf die die französische Partei an Eduards Hof 1052 floh.

#### Steinsarg
Ein Steinsarg wurde 1923 gefunden und man vermutet, dass er die Gebeine eines der Herren von Clavering enthielt:

„Einen Steinsarg, der etwa 1 Tonne wiegt und ein gut erhaltenes, menschliches Skelett enthält, hat man in Clavering entdeckt. Arbeiter, die gerade einen Zaun im Kirchhof in einem 60 Zentimeter tiefen Graben aufstellen wollten, stießen auf eine feste Steinplatte, die den Deckel des Sarges bildete. Als der Sarg ausgegraben war, sah man, dass diese Platte 2,1 Meter lang und 0,6 Meter breit war. Deckel, Seitenwände und Boden des Sarges waren 152 Millimeter dick und aus massivem Sandstein gemeißelt. Der Schädel gehörte zu einem intellektuellen Kopf und die Zähne waren in perfektem Zustand. Den Fund machte man am Rande des Grabens, der einst Clavering Castle umgab, vermutlich an der Stelle einer alten Kapelle, die an die Burg angebaut war. Die Burg ist Langem verschwunden, nur der Mound ist bis heute erhalten. Man sah deutlich, dass der Sarg schon früher einmal entdeckt und die Totenruhe gestört worden sein muss, denn ein Ende des Sargdeckels war gebrochen... Der Sarg wurde wieder beerdigt.”

## Archäologie
Archäologen haben das Gelände zusammen mit Luftaufnahmen untersucht und haben das Burggelände als frühmittelalterlich (410–1065) eingeordnet. Es gibt Beweise für ein britisches Fort aus der Eisenzeit an der Stelle, an der später die Angelsachsen und dann die Normannen bauten.
Die Burg, der Burggraben, die Brücke, die Gebäude, die Erdwerke, der Damm, der Teich und die Wassermühle stammen alle aus der Zeit zwischen 1066 und 1539 (Hochmittelalter).